# Cheyenne Silver
Pour les articles homonymes, voir Silver.
Cheyenne Silver (née Cara Fawn Ballou) est une actrice franco-américaine de films pornographiques née le 18 juillet 1978 à San Clemente, en Californie.

## Biographie
Elle est parfois surnommée plus simplement Cheyenne en raison de ses origines amérindiennes. Avant de rentrer dans l’industrie du cinéma, elle fut danseuse érotique et se faisait appeler alors Wildcat.
Elle est apparue dans plus de 70 films pour adultes dont No Man's Land, Fever, Secrets of the Flesh, Freshmen Fantasies, The Wicked Temptress, Bloodrite, Pure Bliss, Third Date et This Girl's Life. Elle signa pour ce faire un contrat avec la société Vivid Entertainment.
En décembre 2001, elle devint Pet of the Month du magazine Penthouse. Elle interpréta également des rôles dans des films non pornographiques ce qui lui a permis d’entrer dans l’association d’acteurs de cinéma Screen Actors Guild.
Le 12 décembre 2005, elle fut gravement blessée dans un accident de voiture et elle dut subir une intervention chirurgicale. Après une période de repos, elle apparut dans le clip vidéo du groupe de musique N.E.R.D intitulé Lapdance.
À partir de juin 2006, Silver commença à utiliser son nom de naissance (Cara Fawn) dans ses films à la suite de diverses apparitions dans des films non pornographiques. Elle devint également productrice adjointe de The Villikon Chronicles.

## Filmographie sélective
Films érotiques
- 2003 : This Girl's Life : Cheyenne
- 2005 : Alabama Jones and the Busty Crusade : California Jones
- 2009 : Busty Cops: Protect and Serve! (téléfilm)

Films pornographiques
- Girl Gangs (2007)
- No Man's Land: Coffee & Cream 1 (2007)
- Charmane Star Revealed (2006) (V)
- More Bang for the Buckxxx (2006) (V)
- Barnyard Babes (2005) (V)
- Deep Inside Celeste (2004) (V)
- In Aphrodite (2004) (V)
- Sodomania: Slop Shots 13 (2003) (V)
- Titsicle (2003) (V)
- The Fans Have Spoken 4 (2003) (V)
- Anal Cherries (2003) (V)
- Raven (2002) (V)
- 100% Blowjobs 3 (2002) (V)
- Sodomania Slop Shots 12 (2002) (V)
- Where the Boys Aren't 15 (2001) (V)
- Sodomania Slop Shots 10 (2001) (V)
- Where the Boys Aren't 14 (2001) (V)
- Anally Exposed (2000) (V)
- College Girls Taking Oral Exams (2000) (V)
- Delusional (2000) (V)
- Up and Cummers 78 (2000) (V) (comme Wildcat)
- Blowjob Adventures of Dr. Fellatio 22 (2000) (V)
- Generation Sex (2000) (V)
- Search for the Snow Leopard (1999) (V)
- 75 Nurse Orgy (1999) (V)
- Carnal Witness (1999) (V)
- Up and Cummers 71 (1999) (V)
- Freshman Fantasies 17 (1999) (V)
- No Man's Land 28 (1999)
- Cryptic Seduction (1999) (V)
- Trigger (1999) (V)
- Hand Job Hunnies 1 (1999) (V)
- Coming Attractions (1999) (V)
- California Cocksuckers 7 (1999) (V)
- No Man's Land 26 (1999)
- Nymph Fever (1999) (V)
- Serenade (1999) (V)
- Secrets of the Flesh (1999) (V)
- Going Down Monica Style (1999) (V)
- Perfect Pink 4: Wired Pink Gangbang (1999) (V)
- Wet Spots 3 (1998) (V)
- Fresh Meat 5 (1998) (V)
- Blowjob Adventures of Dr. Fellatio 12 (1998) (V)
- Blowjob Fantasies 2 (1998) (V)
- No Man's Land 22 (1998)
- MH Home Video 481: Cum In My Cunt 16 (1997)